# カージャル・アグルワール
カージャル・アグルワール（Kajal Aggarwal、1985年6月19日 - ）は、インドの女優、モデル。テルグ語映画やタミル語映画でキャリアを確立し、フィルムフェア賞 南インド映画部門で4つの賞にノミネートされている。
2004年にヒンディー語映画『Kyun! Ho Gaya Na...』で女優デビューし、2007年に『Lakshmi Kalyanam』でテルグ語映画デビューする。同年興行的な成功を収めた『Chandamama』で知名度を上げ、2009年公開の『マガディーラ 勇者転生』でキャリアの転機を迎えた。代表的なテルグ語映画として『Darling』『ブリンダーヴァナム 恋の輪舞』『Mr. Perfect』『Businessman』『Naayak』『バードシャー テルグの皇帝』『Govindudu Andarivadele』『Temper』『Khaidi No. 150』、タミル語映画として『Naan Mahaan Alla』『Maattrraan』『Thuppakki』『Jilla』『Vivegam』『マジック』が挙げられる。また、ヒンディー語映画『Singham』『スペシャル26』にも出演しており、両作とも興行的な成功を収めている。

## 生い立ち
カージャルはムンバイに定住したパンジャーブ人の家庭に生まれた。父ヴィナイ・アグルワールは繊維産業の実業家であり、母スマン・アグルワールは菓子事業者であると同時にカージャルのビジネス・マネージャーも務めている。妹ニーシャ・アグルワールはテルグ語映画、タミル語映画、マラヤーラム語映画で活動する女優であり、ムンバイの実業家と結婚している。
聖アンヌ高等学校を卒業後、ジャイ・ハインド・カレッジに進学する。その後、キシンチャーンド・チェララーム・カレッジでマーケティングと広告を専門とするマスメディア学を専攻した。

## キャリア

### 2004年 - 2008年
2004年にヒンディー語映画『Kyun! Ho Gaya Na...』で女優デビューし、主演を務めたアイシュワリヤー・ラーイの友人役を演じた。2007年にテージャの『Lakshmi Kalyanam』でヒロイン役を演じてテルグ語映画デビューしたが、興行的には失敗している。同年9月にクリシュナ・ヴァムシーの『Chandamama』に出演し、同作は興行的な成功を収め、カージャルの最初のヒット作となった。2008年にはピララスの『Pazhani』に出演してタミル語映画デビューし、バーラトと共演した。この年はヴェンカット・プラブの『Saroja』、バーラティラージャの『Bommalattam』の2本のタミル語映画にも出演している。『Saroja』は批評家から高い評価を得たものの、両作とも主要キャストとしての出演ではなかったため、カージャルのキャリアを高めることはできなかった。また、テルグ語映画では『Pourudu』でスマントと、『Aatadista』でニティーン・レッデイと共演しており、両作とも批評家からの評価は芳しくなかったが興行的には成功を収めている。

### 2009年 - 2011年

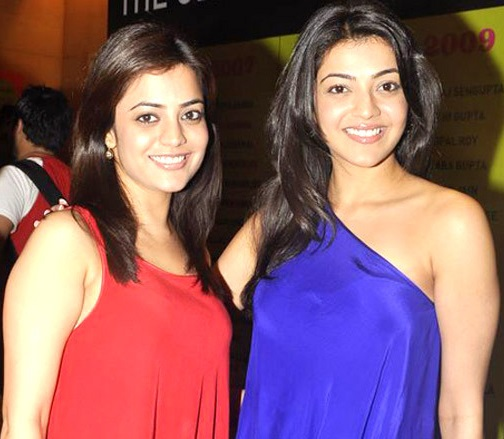
カージャル、ニーシャ姉妹

2009年は4本の映画に出演している。『Modhi Vilayadu』ではヴィナイ・ラーイと共演し、同作は興行的に失敗している。次にS・S・ラージャマウリの『マガディーラ 勇者転生』でラーム・チャランと共演し、同作は批評面・興行面で成功を収め、カージャルも演技を絶賛されフィルムフェア賞 テルグ語映画部門主演女優賞とフィルム・スコープ・アワードのテルグ語映画部門主演女優賞にノミネートされた。同作は当時のテルグ語映画史上の記録を塗り替えて当時最大の興行収入を記録したテルグ語映画となり、ヒロイン役を演じたカージャルはテルグ語映画のスター女優の地位を確立した。この他に『Ganesh Just Ganesh』でラーム・ポティネーニと、『Arya 2』でアッル・アルジュンと共演しており、両作で演技を高く評価されている。
2010年に『Darling』でプラバースと共演して同作は興行的な成功を収め、カージャルはフィルムフェア賞テルグ語映画部門主演女優賞にノミネートされた。同年8月に出演したタミル語映画『Naan Mahaan Alla』ではカールティと共演して批評家から高い評価を得ており、興行的にも成功を収め、カージャルとカールティのコンビは高い評価を得た。また、テルグ語吹替版『Naa Peru Siva』がアーンドラ・プラデーシュ州で公開され、興行的な成功を収めている。同年10月に出演した『ブリンダーヴァナム 恋の輪舞』ではN・T・ラーマ・ラオ・ジュニア、サマンタと共演した。同作は興行的な成功を収め、カージャルはCineMAA賞主演女優賞を受賞した。
2011年にダシャラトの『ミスター・パーフェクト』で再びプラバースと共演し、同作は批評面、興行面で成功を収め、カージャルは個人の演技とプラバースとの掛け合いを高く評価された。また、カージャルは同作で3度目となるフィルムフェア賞テルグ語映画部門主演女優賞にノミネートされた。『Veera』では当初出演予定だったアヌシュカ・シェッティが降板したためヒロイン役に起用され、ラヴィ・テージャと初めて共演した。同作は平均的な評価に終わっている。同年7月に『Singham』でアジャイ・デーヴガンと共演し、7年振りにヒンディー語映画に出演した。コマル・ナータは「カージャルは軽々と簡単に役を演じました。彼女の演技はとても良いものです」と批評しており、同作は興行的な成功を収めた。また、カージャルは同作の演技でフィルムフェア賞 新人女優賞にノミネートされた。同年8月には『Dhada』でナーガ・チャイタニヤと共演し、興行的には失敗している。

### 2012年 - 2014年
2012年1月にプリ・ジャガンナードの『Businessman』に出演し、マヘーシュ・バーブと共演した。同作は批評家から高く評価され興行的にも成功を収め、カージャルの演技も限定的ながら批評家から好意的に評価されている。同年8月にK・V・アーナンドの『Maattrraan』でスーリヤと共演し、演技を高く評価された。同年11月にはA・R・ムルガダースの『Thuppakki』でヴィジャイと共演し、女性ボクサー役を演じた。同作は批評家から高い評価を得ており、興行収入10億ルピーを超える記録的ヒットとなった。同年12月には『Sarocharu』で再びラヴィ・テージャと共演している。同作ではカージャルの演技は高く評価されたものの、映画自体の評価は芳しくなく、興行的にも失敗してる。

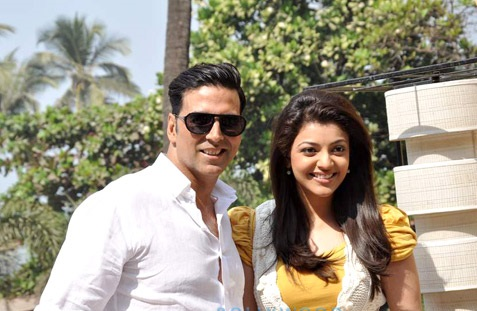
カージャルとアクシャイ・クマール

2013年1月に『Naayak』でラーム・チャラン、アマラー・ポールと共演している。同作は批評家から高く評価され、興行的にも成功を収めた。同年2月にニーラジ・パーンデーの『スペシャル26』に出演し、批評的・興行的な成功を収めた。同年4月に『バードシャー テルグの皇帝』で再びN・T・ラーマ・ラオ・ジュニアと共演し、カージャルは批評家から演技を高く評価され、映画も興行的な成功を収めた。同年11月に『All in All Azhagu Raja』で再びカールティと共演し、同作は批評家から酷評された。
2014年1月にR・T・ニーサンの『Jilla』に出演し、女性警官役を演じた。同月には『ザ・フェイス』にカメオ出演している。同年10月には『Govindudu Andarivadele』に出演し、同作は批評家から高く評価された。また、興行収入は4億1650万ルピーを記録し、2014年公開のテルグ語映画で最も高い興行成績を収めた映画の一つとなった。

### 2015年以降

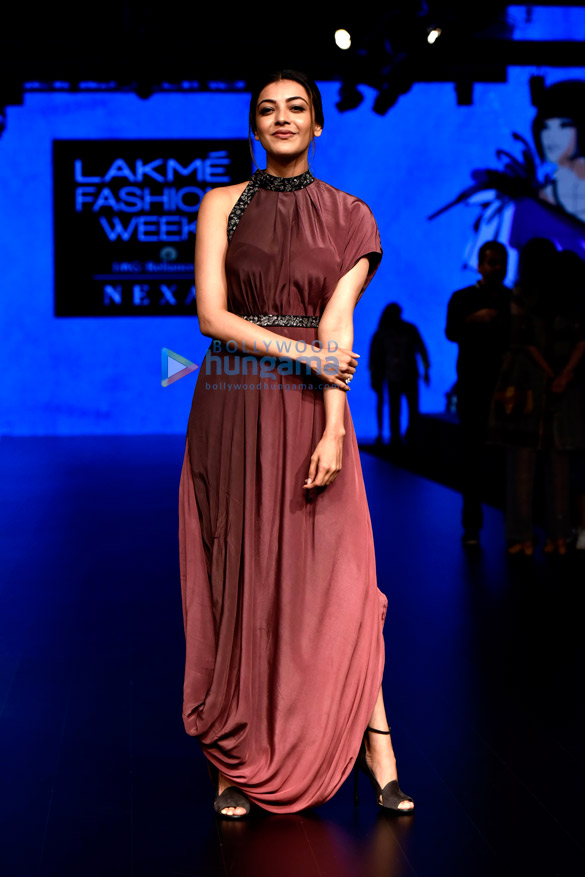
カージャル・アグルワール

2015年2月に『Temper』でN・T・ラーマ・ラオ・ジュニアと共演し、同作は批評家から高く評価され興行的な成功を収めた。カージャルは同作で動物愛好家を演じ、「限られた役柄にもかかわらず、彼女は良い演技をした」と批評された。同年7月にバラージ・モハンの『Maari』に出演し、ダヌシュと共演した。カージャルは同作で「カージャル・アグルワールは重要な役を演じたが、スクリーン上でのケミストリーは上手く機能しなかった」と批評されたものの、興行的には成功している。同年11月に出演した『Paayum Puli』ではヴィシャールと共演し、同作は興行的に失敗している。同月には『Size Zero』にカメオ出演している。
2016年4月に『Sardaar Gabbar Singh』に出演してパワン・カリヤーンと共演した。同作は批評家からの反応は芳しくなかったものの、カージャルの演技は「カージャルは完璧な王女を演じ、美しくエレガントに見える。事実、彼女は映画に息吹を吹き込んでいる」と高く評価された。同作は9億ルピーの興行収入を記録している。同年5月に出演した『Brahmotsavam』は批評家から酷評され、興行的にも失敗している。カージャルの出演時間は少なかったものの、彼女の演技は高く評価された。同年6月には『Do Lafzon Ki Kahani』に出演してランディープ・フーダーと共演した。同年11月に『Kavalai Vendam』に出演し、演技を高く評価された。
2016年4月にテジャ監督、ラーナー・ダッグバーティ主演映画の出演契約を結んだ。同年6月にアジット・クマール主演の『Vivegam』の出演契約を結び、7月にはチランジーヴィ150本目の主演映画『Khaidi No. 150』のヒロイン役に起用された。同月下旬にコラターラ・シヴァの『ジャナタ・ガレージ』の出演契約を結び、初めてアイテム・ナンバーを務めることになった。同年12月にヴィジャイ主演の『マジック』の出演契約を結んだ。
2017年1月に『Khaidi No. 150』に出演してチランジーヴィと共演した。同作は批評家から高く評価され興行的にも成功し、カージャルも演技を高く評価された。また、同月にはハイデラバード・タイムズの「最も好かれる女性2016」に選ばれている。同年8月に『Nene Raju Nene Mantri』でラーナー・ダッグバーティと共演し、批評家から演技を高く評価された。同月には『Vivegam』にも出演し、アジット・クマールの妻役を演じた。同年10月にアトリーの『マジック』に出演して演技を高く評価された。同作は2017年公開のタミル語映画で最高額の興行収入を記録し、200カロール・クラブ入りしている。
2018年3月に『MLA』でナンダムーリ・カリヤーン・ラームと共演した。同年4月にはラヴィ・テージャ主演映画の出演契約を結んでいる。この年には他に『Awe』『Kavacham』に出演し、2019年には『Comali』『Sita』に出演している。2021年には『Mosagallu』でヴィシュヌ・マンチュ、スニール・シェッティと共演し、『Mumbai Saga』ではジョン・エイブラハム、イムラーン・ハーシュミーと共演している。

## ブランド大使
カージャルは女優として活動する前にモデルとして広告宣伝を行っていた。彼女はセレブリティ・クリケット・リーグのブランド大使を務めている。またラックスのブランド大使を務めており、南インドの小売・宝石店の広告活動を行っている。カールティと共にブル・インスタント・コーヒーの広告塔を務めている。サムスン・モバイルの宣伝や、シカンダラーバードに拠点を置くチェンナイ・ショッピング・モールの宣伝も行っている。2012年4月にパナソニックのブランド大使に就任した。2013年にはダバールのヘアオイルブランド「DaburAmlaNelli」のブランド大使の契約を結んだ。また、インド有数のサロンブランド「グリーン・トレンド」の宣伝も行っている。

## 私生活
2020年10月6日に実業家のゴータム・キッチルとの婚約を発表し、同月30日にムンバイのホテルで近親者のみを招待して結婚式を挙げた。